# Si je ne t'aimais qu'un peu
Albums de Herbert Léonard
Quelque chose tient mon cœur
(1968)
Si je ne t'aimais qu'un peu est le premier album (et le titre d'une chanson) d'Herbert Léonard sorti en 1967.

## Liste des titres
1. Personne ne pourra prendre sa place (2 min 30 s)
2. Niki Hoeky (2 min 40 s)
3. Tu dis que notre amour (3 min 01 s)
4. La vallée des pleurs (2 min 36 s)
5. Laisse-moi faire (2 min 42 s)
6. Nous n'avons pas besoin d'eux (2 min 42 s)
7. Si je ne t'aimais qu'un peu (2 min 19 s)
8. La fille en noir (3 min 30 s)
9. Il serait doux d'être aimé par vous (2 min 57 s)
10. Je retourne chez moi (3 min 19 s)
11. Tu vis dans un enfer (3 min 34 s)
12. Je suis là (2 min 45 s)